# سیارک ۵۱۳۶
سیارک ۵۱۳۶ (به انگلیسی: 5136 Baggaley، نامگذاری:1990UG2) پنج هزار و صد و سی و ششمین سیارک کشف شده‌است که در ۲۰ اکتبر ۱۹۹۰ کشف شد.
قدر مطلق سیارک برابر ۱۱٫۶۰ است.